# Timsah Arena
Lo stadio Timsah Arena (turco: Arena del Coccodrillo) è un impianto sportivo situato nella città di Bursa, in Turchia. Usato prevalentemente per il calcio, è lo stadio di casa del Bursaspor dalla stagione 2015-2016. 
L'impianto ha una capienza di 43 761 posti a sedere ed è omologato per la Süper Lig. Il campo da gioco è completamente in erba naturale e misura 66 × 104 m. Lo stadio era uno degli impianti indicati dalla federcalcio turca per ospitare il campionato d'Europa 2020.

## Caratteristiche
- Copertura:totale
- posti a sedere: 43877
- Tribuna VIP : ?
- Tribuna stampa: ?
- Capacita totale: 43877
- Parcheggio auto: ?
- Parcheggio autobus: ?